# Gorani
Gorani oder Gûranî (kurdisch/gûrani: Hewramî; auch Awromani genannt) ist eine nordwestiranische Sprache, die zusammen mit dem Zazaischen die genetische Untergruppe Zaza-Gorani bildet. Gorani wird im Irak und in Iran von etwa 500.000 Menschen gesprochen. Viele Sprecher dieser Sprache gehören der Religionsgemeinschaft der Ahl-e Haqq an.

## Name
Den Namen Gûrani, der eine Erfindung westlicher Linguisten für Hewramî ist, kennen die Sprecher selbst nicht. Sie nennen ihre Sprache machû (deutsch: „ich sage“), kordî oder hewramî. Der Begriff Goran/Gûran ist mehrdeutig; zum einen ist es eine Bezeichnung für einen Bauern bzw. einen detribalisierten Kurden aus der Unterschicht, zum anderen bezeichnet es einen in Kurdistan weitverbreiteten Volksstamm, erinnert auch an das Wort Goranî, was im Kurdischen für „Lied“ oder auch „Gesang“ steht.

## Verdrängung des Gorani durch das Sorani
Seit dem 14. Jahrhundert entstand am Fürstenhof von Ardalan eine beachtliche Poesie in Gorani, die im ganzen Südosten des kurdischen Sprachgebiets Verbreitung fand Gorani wurde bis zum 19. Jahrhundert von vielen Sprechern in Iran und im Irak benutzt, aber später mehr und mehr vom Sorani verdrängt. Heute wird Gorani überwiegend von den Ahl-e Haqq gesprochen.

## Sprachliche Bemerkungen
Gorani hat wie das Kurmandschi und das Zazaische eine Zweikasusflexion. Es besitzt wie das Zazaische noch die zwei Genera Maskulinum und Femininum. Das Gorani ist im Gegensatz zum Kurmandschi, Zazaisch und Sorani vergleichsweise wenig erforscht.
Alle kurdischen Sprachen kennzeichnen sich durch Ergativität.

## Gorani-Schriftwerke
Die wichtigsten Gorani-Schriftwerke sind:
- Shîrîn u Xusrew von Xanay Qûbadi (1700–1759), eine Bearbeitung der Liebesgeschichte Chosrau und Schirin. Herausgegeben in Bagdad 1975 (874 Seiten).
- Diwan (789 Seiten) aus dem 19. Jahrhundert vom Dichter Feqe Qadiri Hemewend.
- Der Koran aus dem 19. Jahrhundert von Haci Nuri Eli Ilahi (Nuri Eli Shah).